# Global RallyCrosss – Foz do Iguaçu 2013
Global RallyCrosss w Foz do Iguaçu 2013 – otwierająca sezon 2013 runda Global RallyCross rozegrana 21 kwietnia. Zawody zostały zorganizowane w ramach igrzysk sportów ekstremalnych X-Games w Brazylii. Specjalnie przygotowany do tego celu tor o długości 800 metrów miał w większości nawierzchnię szutrową, wybetonowane zostały jedynie pola startowe.

## Lista startowa
| Konstruktor              | Samochód                    | Zespół                                     | Nr  | Kierowca           |
| ------------------------ | --------------------------- | ------------------------------------------ | --- | ------------------ |
| Hoonigan Racing Division | Ford Fiesta ST              | Hoonigan Racing Division                   | 43  | Ken Block          |
| LD Motorsport            | Citroën DS3                 | LD Motorsport                              | 33  | Liam Doran         |
| Marklund Motorsport      | Volkswagen Polo             | Marklund Motorsport                        | 29  | Buddy Rice         |
| Marklund Motorsport      | Volkswagen Polo             | Marklund Motorsport                        | 92  | Anton Marklund     |
| Olsbergs MSE             | Ford Fiesta ST              | Olsbergs MSE                               | 18  | Patrik Sandell     |
| Olsbergs MSE             | Ford Fiesta ST              | Rockstar Energy Olsbergs MSE               | 34  | Tanner Foust       |
| Olsbergs MSE             | Ford Fiesta ST              | Rockstar Energy Metal Mulisha Olsbergs MSE | 38  | Brian Deegan       |
| Olsbergs MSE             | Ford Fiesta ST              | Bluebeam Olsbergs MSE                      | 57  | Toomas Heikkinen   |
| OMSE2                    | Ford Fiesta ST              |                                            |     |                    |
| OMSE2                    | Ford Fiesta ST              | Royal Purple OMSE2                         | 32  | Steve Arpin        |
| OMSE2                    | Ford Fiesta ST              | Rdio OMSE2                                 | 77  | Scott Speed        |
| Pastrana Racing          | Dodge Dart                  | Pastrana Racing                            | 99  | Bryce Menzies      |
| Pastrana Racing          | Dodge Dart                  | Pastrana Racing                            | 199 | Travis Pastrana    |
| XRC Team Brasil          | Peugeot 207                 | XRC Team Brasil                            | 12A | Eduardo Marques Jr |
| XRC Team Brasil          | Peugeot 207                 | XRC Team Brasil                            | 13  | Mauricio Neves     |
| X Team Racing            | Mitsubishi Lancer Evolution | X Team Racing                              | 12  | Nelson Piquet Jr.  |

## Kwalifikacje
| Pozycja | Kierowca          | Zespół                   | Samochód                    | Czas   |
| ------- | ----------------- | ------------------------ | --------------------------- | ------ |
| 1       | Liam Doran        | LD Motorsports           | Citroën DS3                 | 39.007 |
| 2       | Scott Speed       | OMSE2                    | Ford Fiesta ST              | 39.047 |
| 3       | Tanner Foust      | OlsbergsMSE              | Ford Fiesta ST              | 39.144 |
| 4       | Nelson Piquet Jr. | X Team Racing            | Mitsubishi Lancer Evolution | 39.235 |
| 5       | Brian Deegan      | OlsbergsMSE              | Ford Fiesta ST              | 39.411 |
| 6       | Steve Arpin       | OMSE2                    | Ford Fiesta ST              | 39.508 |
| 7       | Buddy Rice        | Marklund Motorsport      | Volkswagen Polo             | 39.620 |
| 8       | Ken Block         | Hoonigan Racing Division | Ford Fiesta ST              | 39.783 |
| 9       | Toomas Heikkinen  | OlsbergsMSE              | Ford Fiesta ST              | 40.100 |
| 10      | Anton Marklund    | Marklund Motorsport      | Volkswagen Polo             | 40.127 |
| 11      | Patrik Sandell    | OlsbergsMSE              | Ford Fiesta ST              | 40.191 |
| 12      | Travis Pastrana   | Pastrana Racing          | Dodge Dart                  | 40.324 |
| 13      | Bryce Menzies     | Pastrana Racing          | Dodge Dart                  | 41.008 |
| 14      | Mauricio Neves    | XRC Team Brasil          | Peugeot 207                 | 41.618 |
| 15      | Edu Marques       | XRC Team Brasil          | Peugeot 207                 | 42.388 |

## Wyścig

### Półfinał I – 6 okr.
| Nr | Kierowca         | Zespół                   | Samochód       |
| -- | ---------------- | ------------------------ | -------------- |
| 33 | Liam Doran       | LD Motorsports           | Citroën DS3    |
| 43 | Ken Block        | Hoonigan Racing Division | Ford Fiesta ST |
| 57 | Toomas Heikkinen | OlsbergsMSE              | Ford Fiesta ST |

Na starcie Heikkinen wyszedł na prowadzenie, Doran po kontakcie z Blockiem wpadł w bele słomy po wewnętrznej stronie zakrętu, a potem za szeroko poszedł w zakręcie i wypadł z toru. Heikkinen i Block skorzystali ze skrótu na początku wyścigu. Fin na każdym okrążeniu powiększał swoją przewagę i spokojnie wygrał wyścig. Na trzeciej pozycji dojechał Doran, który skorzystał ze skrótu na ostatnim okrążeniu.
| Pozycja | Kierowca         | Zespół                   | Samochód       |
| ------- | ---------------- | ------------------------ | -------------- |
| 1       | Toomas Heikkinen | OlsbergsMSE              | Ford Fiesta ST |
| 2       | Ken Block        | Hoonigan Racing Division | Ford Fiesta ST |
| 3       | Liam Doran       | LD Motorsports           | Citroën DS3    |

### Półfinał II – 6 okr.
| Nr  | Kierowca          | Zespół          | Samochód                    |
| --- | ----------------- | --------------- | --------------------------- |
| 12  | Nelson Piquet Jr. | X Team Racing   | Mitsubishi Lancer Evolution |
| 38  | Brian Deegan      | OlsbergsMSE     | Ford Fiesta ST              |
| 199 | Travis Pastrana   | Pastrana Racing | Dodge Dart                  |
| 99  | Bryce Menzies     | Pastrana Racing | Dodge Dart                  |

Piquet popełnił falstart i wyszedł na prowadzenie, a drugi z pierwszego zakrętu wyjechał Deegan. Na pierwszym okrążeniu tylko Menzies nie skorzystał ze skrótu. Na następnym okrążeniu Piquet zjechał na karę Stop&Go za falstart, po czym wyjechał na trzeciej pozycji. Na trzecim okrążeniu Menzies skorzystał ze skrótu, lecz pozostał na swojej pozycji. Zwycięzcą wyścigi został Deegan.
| Pozycja | Kierowca          | Zespół          | Samochód                    |
| ------- | ----------------- | --------------- | --------------------------- |
| 1       | Brian Deegan      | OlsbergsMSE     | Ford Fiesta ST              |
| 2       | Travis Pastrana   | Pastrana Racing | Dodge Dart                  |
| 3       | Nelson Piquet Jr. | X Team Racing   | Mitsubishi Lancer Evolution |
| 4       | Bryce Menzies     | Pastrana Racing | Dodge Dart                  |

### Półfinał III – 6 okr.
| Nr | Kierowca       | Zespół          | Samochód       |
| -- | -------------- | --------------- | -------------- |
| 34 | Tanner Foust   | OlsbergsMSE     | Ford Fiesta ST |
| 32 | Steve Arpin    | OMSE2           | Ford Fiesta ST |
| 18 | Patrik Sandell | OlsbergsMSE     | Ford Fiesta ST |
| 13 | Mauricio Neves | XRC Team Brasil | Peugeot 207    |

Na starcie Foust wysunął się na prowadzenie, a na drugiej pozycji znalazł się Arpin. Na pierwszym okrążeniu obydwaj zawodnicy, a także Neves skorzystali ze skrótu. Na czwartym okrążeniu skrótem pojechał Sandell, jednak nie zmieniło to jego pozycji.
| Pozycja | Kierowca       | Zespół          | Samochód       |
| ------- | -------------- | --------------- | -------------- |
| 1       | Tanner Foust   | OlsbergsMSE     | Ford Fiesta ST |
| 2       | Steve Arpin    | OMSE2           | Ford Fiesta ST |
| 3       | Patrik Sandell | OlsbergsMSE     | Ford Fiesta ST |
| 4       | Mauricio Neves | XRC Team Brasil | Peugeot 207    |

### Półfinał IV – 6 okr.
| Nr  | Kierowca           | Zespół              | Samochód        |
| --- | ------------------ | ------------------- | --------------- |
| 77  | Scott Speed        | OMSE2               | Ford Fiesta ST  |
| 29  | Buddy Rice         | Marklund Motorsport | Volkswagen Polo |
| 92  | Anton Marklund     | Marklund Motorsport | Volkswagen Polo |
| 12A | Eduardo Marques Jr | XRC Team Brasil     | Peugeot 207     |

Na starcie na prowadzeniu znalazł się Speed, jednak w pierwszym zakręcie został obrócony przez Rice’a i spadł na trzecią pozycję. Marques unikając zderzenia obrócił swojego Peugeota. Na prowadzeniu znalazł się Marklund. Marklund i Rice skorzystali ze skrótu już na pierwszym okrążeniu. Na drugim okrążeniu ze skrótu skorzystał Marques, a w tym czasie Speed doganiał Rice’a i gdy na trzecim okrążeniu skorzystał ze skrótu, znalazł się przed nim. Następnie rozpoczął pościg za Marklundem, i na ostatnim zakręcie piątego okrążenia zaatakował go po wewnętrznej i wyszedł na prowadzenie, którego nie oddał już do mety.
| Pozycja | Kierowca           | Zespół              | Samochód        |
| ------- | ------------------ | ------------------- | --------------- |
| 1       | Scott Speed        | OMSE2               | Ford Fiesta ST  |
| 2       | Anton Marklund     | Marklund Motorsport | Volkswagen Polo |
| 3       | Buddy Rice         | Marklund Motorsport | Volkswagen Polo |
| 4       | Eduardo Marques Jr | XRC Team Brasil     | Peugeot 207     |

### Wyścig ostatniej szansy – 4 okr.
| Nr  | Kierowca           | Zespół              | Samochód                    |
| --- | ------------------ | ------------------- | --------------------------- |
| 33  | Liam Doran         | LD Motorsports      | Citroën DS3                 |
| 12  | Nelson Piquet Jr.  | X Team Racing       | Mitsubishi Lancer Evolution |
| 29  | Buddy Rice         | Marklund Motorsport | Volkswagen Polo             |
| 18  | Patrik Sandell     | OlsbergsMSE         | Ford Fiesta ST              |
| 99  | Bryce Menzies      | Pastrana Racing     | Dodge Dart                  |
| 13  | Mauricio Neves     | XRC Team Brasil     | Peugeot 207                 |
| 12A | Eduardo Marques Jr | XRC Team Brasil     | Peugeot 207                 |

Doran, który miał problem na starcie, został uderzony przez Menziesa. Na prowadzeniu znalazł się Rice, a na drugiej pozycji Sandell, a na trzeciej Piquet. Już na pierwszym okrążeniu ze skrótu skorzystali Rice i Marquez, a na następnym Neves i Menzies. Na ostatnim okrążeniu ze skrótu skorzystali drugi na mecie wyścigu Sandell i trzeci Piquet, który przez cały wyścig utrzymywał się blisko Szweda, ale nie był w stanie go zaatakować.
| Pozycja | Kierowca           | Zespół              | Samochód                    |
| ------- | ------------------ | ------------------- | --------------------------- |
| 1       | Buddy Rice         | Marklund Motorsport | Volkswagen Polo             |
| 2       | Patrik Sandell     | OlsbergsMSE         | Ford Fiesta ST              |
| 3       | Nelson Piquet Jr.  | X Team Racing       | Mitsubishi Lancer Evolution |
| 4       | Mauricio Neves     | XRC Team Brasil     | Peugeot 207                 |
| 5       | Liam Doran         | LD Motorsports      | Citroën DS3                 |
| 6       | Eduardo Marques Jr | XRC Team Brasil     | Peugeot 207                 |
| 7       | Bryce Menzies      | Pastrana Racing     | Dodge Dart                  |

### Finał – 10 okr.
| Nr  | Kierowca         | Zespół                   | Samochód        |
| --- | ---------------- | ------------------------ | --------------- |
| 77  | Scott Speed      | OMSE2                    | Ford Fiesta ST  |
| 34  | Tanner Foust     | OlsbergsMSE              | Ford Fiesta ST  |
| 38  | Brian Deegan     | OlsbergsMSE              | Ford Fiesta ST  |
| 57  | Toomas Heikkinen | OlsbergsMSE              | Ford Fiesta ST  |
| 32  | Steve Arpin      | OMSE2                    | Ford Fiesta ST  |
| 43  | Ken Block        | Hoonigan Racing Division | Ford Fiesta ST  |
| 92  | Anton Marklund   | Marklund Motorsport      | Volkswagen Polo |
| 199 | Travis Pastrana  | Pastrana Racing          | Dodge Dart      |
| 29  | Buddy Rice       | Marklund Motorsport      | Volkswagen Polo |
| 18  | Patrik Sandell   | OlsbergsMSE              | Ford Fiesta ST  |

Na starcie Heikkinen wyszedł na prowadzenie, na drugiej pozycji znalazł się Speed, a na trzeciej Marklund. Z tyłu doszło do dużego zamieszania, Rice wypadł z toru jeszcze przed pierwszym zakrętem, Deegan został uderzony i musiał się ratować z dużego poślizgu, a Pastrana wszedł bardzo szeroko w zakręt opuszczając wyznaczony tor i przesuwając kilka bel słomy. Heikkinen na pierwszym okrążeniu skorzystał ze skrótu. Na drugim okrążeniu Marklund skorzystał ze skrótu wyprzedzając Speeda, a także Arpin, który znalazł się na czwartej pozycji. Na trzecim okrążeniu z toru wypadł Ken Block, po czym wyścig został przerwany.
Wyścig wznowiono na sześć okrążeń. Zawodnicy startowali z tych samych pól, co na początku wyścigu. Pola, z których startowali Foust, Block, Pastrana i Rice pozostały puste, gdyż ich samochody były uszkodzone i nie mogli oni wziąć udziału w wyścigu. Na starcie Speed wyszedł na prowadzenie, ale po wewnętrznej wyprzedził go Heikkinen obejmując prowadzenie. Na trzeciej pozycji znalazł się Arpin. Na pierwszym okrążeniu ze skrótu skorzystał Heikkinen, na drugim Arpin, a na czwartym Sandell. Speed tymczasem zbliżał się do Heikkinena i gdy na ostatnim okrążeniu pojechał skrótem, wyprzedził Fina i awansował na pierwsze miejsce. Trzeci w wyścigu był Sandell, który także zostawił skrót na sam koniec.
| Pozycja | Kierowca         | Zespół                   | Samochód        | Okrążenia | Czas       |
| ------- | ---------------- | ------------------------ | --------------- | --------- | ---------- |
| 1       | Scott Speed      | OMSE2                    | Ford Fiesta ST  | 6         | 3:53.522   |
| 2       | Toomas Heikkinen | OlsbergsMSE              | Ford Fiesta ST  | 6         | +00:00.727 |
| 3       | Patrik Sandell   | OlsbergsMSE              | Ford Fiesta ST  | 6         | +00:04.807 |
| 4       | Steve Arpin      | OMSE2                    | Ford Fiesta ST  | 6         | +00:05.768 |
| 5       | Brian Deegan     | OlsbergsMSE              | Ford Fiesta ST  | 6         | +00:10.812 |
| 6       | Anton Marklund   | Marklund Motorsport      | Volkswagen Polo | 5         | + 1 okr.   |
| 7       | Travis Pastrana  | Pastrana Racing          | Dodge Dart      | 1         | + 5 okr.   |
| 8       | Tanner Foust     | OlsbergsMSE              | Ford Fiesta ST  | 0         | + 6 okr.   |
| 9       | Ken Block        | Hoonigan Racing Division | Ford Fiesta ST  | 0         | + 6 okr.   |
| 10      | Buddy Rice       | Marklund Motorsport      | Volkswagen Polo | 0         | + 6 okr.   |